# Ralph Goings
Ralph Goings, né le 9 mai 1928 à Corning en Californie et mort le 4 septembre 2016, est un peintre américain.
C'est le représentant le plus puriste, le plus orthodoxe de l'hyperréalisme. Goings peint à partir de photos qu'il prend lui-même, ses sujets de prédilection sont les extérieurs de restoroutes et les natures mortes de tables de fast-food (salière, bouteille de ketchup, flacon de moutarde, verre de boisson gazeuse). Il se dégage de ses tableaux au fini extraordinaire une grande mélancolie et un silence angoissant, d'autant plus que le peintre vise tant à la dépersonnalisation absolue de la touche qu'à l'immobilité la plus totale. Si Richard Estes est le Pierre-Paul Rubens de ce mouvement pictural, Ralph Goings en est incontestablement le Johannes Vermeer[pas clair].

## Œuvres
- 1957 : Untitled / Sans titre, au San Francisco Museum of Modern Art, San Francisco (Californie).
- 1970 :
  - Airstream, collection privée.
  - Camper (Documenta), lithographie 251/200, au Brigham Young University Museum of Art, à Provo (Utah).
- 1971 : Dick's Union General, collection privée.
- 1973 : Georgie's
- 1975 : Pie Case, au Sheldon Museum of Art, Université du Nebraska, à Lincoln (Nebraska).
- 1981 : Still Life With Peppers, collection privée.
- 1985-1986 : Collins Dinner, au Tampa Museum of Art (Floride).
- 2000 : Half and Half Creamer, au Flint Institute of Arts, à Flint (Michigan).